# كريس ساري
كريس ساري (بالإنجليزية: Chris Saari)‏ هو لاعب كرة قدم أمريكي في مركز الوسط، ولد في 16 أكتوبر 1962 في سياتل في الولايات المتحدة. لعب مع Seattle Storm (soccer) ‏.